# Diocèse de Tricarico
Le diocèse de Tricarico (en latin : Dioecesis Tricaricensis ; en italien : Diocesi di Tricarico) est un diocèse de l'Église catholique en Italie, suffragant de l'archidiocèse de Potenza-Muro Lucano-Marsico Nuovo et appartenant à la région ecclésiastique de la Basilicate.

## Territoire
Le diocèse est situé en partie dans la province de Potenza et en partie dans la province de Matera. Les autres parties de la province de Potenza sont partagées par les archidiocèses de Potenza-Muro Lucano-Marsico Nuovo et d'Acerenza et les diocèses de Melfi-Rapolla-Venosa et de Tursi-Lagonegro. Les autres parties de la province de Matera sont partagées par les diocèses de Tursi-Lagonegro et l'archidiocèse de Matera-Irsina. Son territoire couvre une superficie de 1 237 km2 divisé en 32 paroisses regroupées en 2 archidiaconés. L'évêché est dans la ville de Tricarico où se trouve la cathédrale de l'assomption.

## Histoire
Selon le témoignage de Liutprand de Crémone, le diocèse de Tricarico est créé en 968. Un document rédigé au cours de cette année par la curie de Constantinople et signé par l'empereur byzantin Nicéphore Phocas, autorise le patriarche de Constantinople, Polyeucte, à autoriser l'archevêque d'Otrante le pouvoir de consacrer les évêques des sièges suffragants de Tricarico, Tursi, Acerenza, Gravina et Matera.
Cette disposition fait partie du plan de l'empire byzantin visant à occuper les territoires auparavant sous l'influence des Lombards, à cheval sur les thèmes de Lucanie et de la Longobardie. On ignore si le diocèse de Tricarico est réellement établi ; en fait, aucun évêques grecs n'est documenté et le diocèse n'apparaît dans aucune Notitia Episcopatuum du patriarcat de Constantinople au cours du siècle qui suit sa fondation. Cependant, il existe un lien étroit entre Tricarico et l'Église orientale, manifesté par la fondation d'importants monastères grecs qui favorisent la diffusion de la culture et de la liturgie byzantines, ainsi que par la présence de nombreux saints byzantins ayant œuvré dans la région.
Vers le milieu du XIe siècle, le territoire est conquis par les Normands. La province ecclésiastique d’Acerenza est établie au premier concile de Melfi (it) en 1059 dont Tricarico fait partie. L'année suivante, le métropolite Godano d'Acerenza définit les limites du diocèse et adresse la bulle de confirmation à l'évêque élu Arnaldo, le premier évêque connu du diocèse. En 1068, le pape Alexandre II confirme que le diocèse de Tricarico est suffragant de l'archidiocèse d'Acerenza. Le rite latin supplante progressivement le rite byzantin. Toutefois, dans certains lieux, grâce à la présence de nombreux moines de rite byzantins, la messe continue à être célébrée selon le rite byzantin jusqu'à la première moitié du XIIIe siècle.
Parmi les évêques de Tricarico, on peut citer le cardinal Tommaso Brancaccio (1405-1411) qui joue un rôle de premier plan au concile de Pise ; Louis de Canossa (1511-1516), nonce apostolique en France ; Giovan Battista Santoro (1586-1592), nonce apostolique en Suisse, qui fait une visite pastorale du diocèse pour la première fois en faisant une description détaillée ; Pier Luigi Carafa (1624-1646), bienfaiteur du diocèse, agrandit le sanctuaire de Santa Maria di Fonti, promu cardinal et nonce apostolique en Allemagne ; Antonio Zavarroni (1741-1759), homme de grande culture et auteur d'écrits historiques et juridiques. Au XXe siècle, Raffaello Delle Nocche, évêque de 1922 à 1960, met en place, l'hôpital civil de Tricarico inauguré en 1947 dans une aile du palais épiscopal et la fondation, en 1923, des sœurs disciples de Jésus dans l'Eucharistie. L'Église le reconnaît vénérable en 2012.
En 1954, après avoir été pendant des siècles, suffragant de l'archidiocèse d'Acerenza, Tricarico devient une partie de la province ecclésiastique de l'archidiocèse de Matera, jusqu'en 1976, date à laquelle il est soumis au nouveau siège métropolitain de Potenza et de Marsico Nuovo. Pendant une brève période, entre 1976 et 1977, Tricarico est uni in persona episcopi à l'archidiocèse d'Acerenza avec l'archevêque Giuseppe Vairo. Au cours du XXe siècle, des modifications territoriales conduisent à la cession en 1949 des municipalités de Craco et de Montalbano Jonico au diocèse d'Anglona-Tursi, et en 1976 à la municipalité de Salandra à l'archidiocèse de Matera.